# Aichi E13A
E13A (яп. 零式水上偵察機 Рэй-сики (дзэро-сики) суйдзё: тэйсацуки, «Гидросамолёт-разведчик тип ноль») — гидроплан, одномоторный поплавковый моноплан цельнометаллической конструкции. Разработан под руководством Кисиро Мацуо. Самый массовый разведывательный самолет японского императорского флота Второй Мировой войны, разработанный фирмой Аити. За годы производства с 1938 по 1945 годы конструкция самолета не претерпела существенных изменений. Первый полёт прототипа состоялся в конце 1938 года. Принят на вооружение в декабре 1940 года под наименованием разведывательный гидросамолёт морской тип 0. Кодовое имя союзников — «Джейк» («Jake»). Боевое крещение самолет получил в Китае, куда были отправлены первые серийные машины.

## История
Необходимость прикрытия морских конвоев вдали от своих баз за пределами действия береговой авиации заставили японский флот уделять особое внимание разведывательным гидросамолётам. Во время Второй Мировой войны японцы использовали больше самолетов этого типа, чем любая другая страна.
Для замены надёжных, но технически и морально устаревших поплавковых гидросамолётов Е7К2, стоящих на вооружении, командование японского флота в 1937 году разработало техническое задание по созданию двухместного разведывательного катапультного самолета. В конкурсе приняли участие три фирмы — традиционных производителей гидросамолётов: Аити, Каваниси и Никадзима. В дальнейшем Управление морской авиации выдвинули новые требования — самолет должен быть трехместным с увеличенной дальностью полета. Самолёт должен выполнять противокорабельные операции со способностью нанесения бомбовых ударов пикируя с 250-ти килограммовой бомбой под углом 60 градусов.
В декабре 1940 года самолет разработанный фирмой Аити, получивший обозначение Е13А, был объявлен победителем и принят на вооружение под обозначением «разведывательный гидросамолет морской тип 0, модель 1».

## Производство
Производство было развернуто на «Айти Токэй Дэнки К. К.» в городе Фунуката, где до 1942 года было изготовлено с прототипами 133 самолета Е13А. Затем главным производителем разведывательного самолета стала фирма «Ватанабэ Теккосо» (позже переименованная в "Кюсу Хикооки К. К.) здесь изготовили 1200 самолетов. Еще 90 самолетов выпустили на 11-м арсенале морской авиации в Хиро. Всего с 1940 по 1945 годы было изготовлен 1423 самолета.

## Конструкция
Айти Е13А — трехместный двухпоплавковый гидросамолет, представлял собой цельнометаллический свободнонесущий моноплан с нижним расположением крыла.
Фюзеляж — цельнометаллический монококовой конструкции и овального поперечного сечения. Члены экипажа располагались по продольной схеме в трехместной кабине, которая закрывалась длинным общим фонарем со сдвижными секциями, имеющими большую площадь остекления кабины.
Крыло — цельнометаллическое двухлонжеронное. Для удобства транспортировки и размещении на палубе консоли крыла складывались вверх. Механизация крыла — элероны с полотняной обшивкой.
Хвостовое оперение — классической конструкции. Обшивка рулей высоты и руля направления — полотняная.
Шасси — состоит из двух поплавков. Каждый из двух поплавков крепился к крылу при помощи двух стоек и дополнительно усиливался растяжками.
Силовая установка — звездообразный 14-ти цилиндровый двигатель воздушного охлаждения «Mitsubishi MK8D Kinsei 43» мощностью 1080 л. с. располагался в передней части фюзеляжа. Воздушный винт металлический трёхлопастный диаметром 3,1 м.
Вооружение — оборонительное: пулемет калибра 7,7 мм устанавливался на подвижной установке сзади; бомбовое — одна 250 кг бомба или четыре 60-ти кг глубинных бомб.

## Модификации
В процессе производства конструкция самолета Е13А существенных изменений не претерпела. С ноября 1944 года серийно изготавливался вариант Е13А1а, у которого изменилась схема крепления поплавков. Жесткие подкосы к стойкам, соединяющие поплавок с крылом, были заменены на тросовые растяжки.
Е13А1b — установлена РЛС для обнаружения надводных целей. На передней кромке крыла и вдоль бортов на хвостовой части фюзеляжа устанавливались антенны поискового радара.
Е13А1с — противокатерный вариант, пулемет в кабине стрелка заменялся на пушку калибра 20 мм, установленную на подвижной установке, стреляющая вниз-вперед.
Часть самолетов Е13А1, не получивших особого обозначения, были оснащены детекторами магнитных аномалий для обнаружения подводных лодок, но он был эффективен только в том случае, если самолет летел не выше 10 м от поверхности воды.

## Боевое применение
Боевое крещение Е13А1 состоялось в декабре 1940 года в Китае. Несколько гидросамолётов, дислоцированных на крейсерах и авианосцах, совершили налет на железную дорогу Кантон-Ханкоу.
За час до нападения на Перл-Харбор, три самолёта с крейсеров произвели метеорологическую разведку и передали данные об американских кораблях. В декабре 1941 года Е13А1 подбил британскую летающую лодку. Во время Второй Мировой войны дальние разведчики Е13А1 осуществляли разведку, бомбили вражеские объекты и производили поисково-спасательные операции.

## Тактико-технические характеристики
Приведённые ниже характеристики соответствуют модификации E13A1:
Технические характеристики
- Экипаж: 3 человека
- Длина: 11,3 м
- Размах крыла: 14,5 м
- Высота: 7,4 м
- Площадь крыла: 36,0 м²
- Масса пустого: 2642 кг
- Нормальная взлётная масса: 3640 кг
- Максимальная взлётная масса: 4000 кг
- Силовая установка: 1 × радиальный Mitsubishi Kinsei 43
- Мощность двигателей: 1 × 1080 л.с. (1 × 810 кВт)

Лётные характеристики
- Максимальная скорость: 375 км/ч
- Крейсерская скорость: 220 км/ч
- Практическая дальность: 2090 км
- Практический потолок: 8730 м
- Скороподъёмность: 8,2 м/с
- Нагрузка на крыло: 101,1 кг/м²
- Тяговооружённость: 222 Вт/кг

Вооружение
- Стрелково-пушечное: 1 × 7,7 мм пулемёт Тип-92, оборонительный, в задней кабине
- Бомбы: до 250 кг

## Эксплуатанты
Япония
- ВВС Императорского флота Японии

 Нацистская Германия
- Люфтваффе: 1 E13A (вместе с 2 Arado Ar 196) на базе в Пенанге.

 Таиланд
- Королевские ВМС Таиланда[3]

 Китай
- Военно-воздушные силы Китайской Народной Республики: трофейные или брошенные японские самолёты

 Франция
- Авиация ВМС Франции[4]
- ВВС Франции: трофейные японские самолёты.